# Räckelwitz

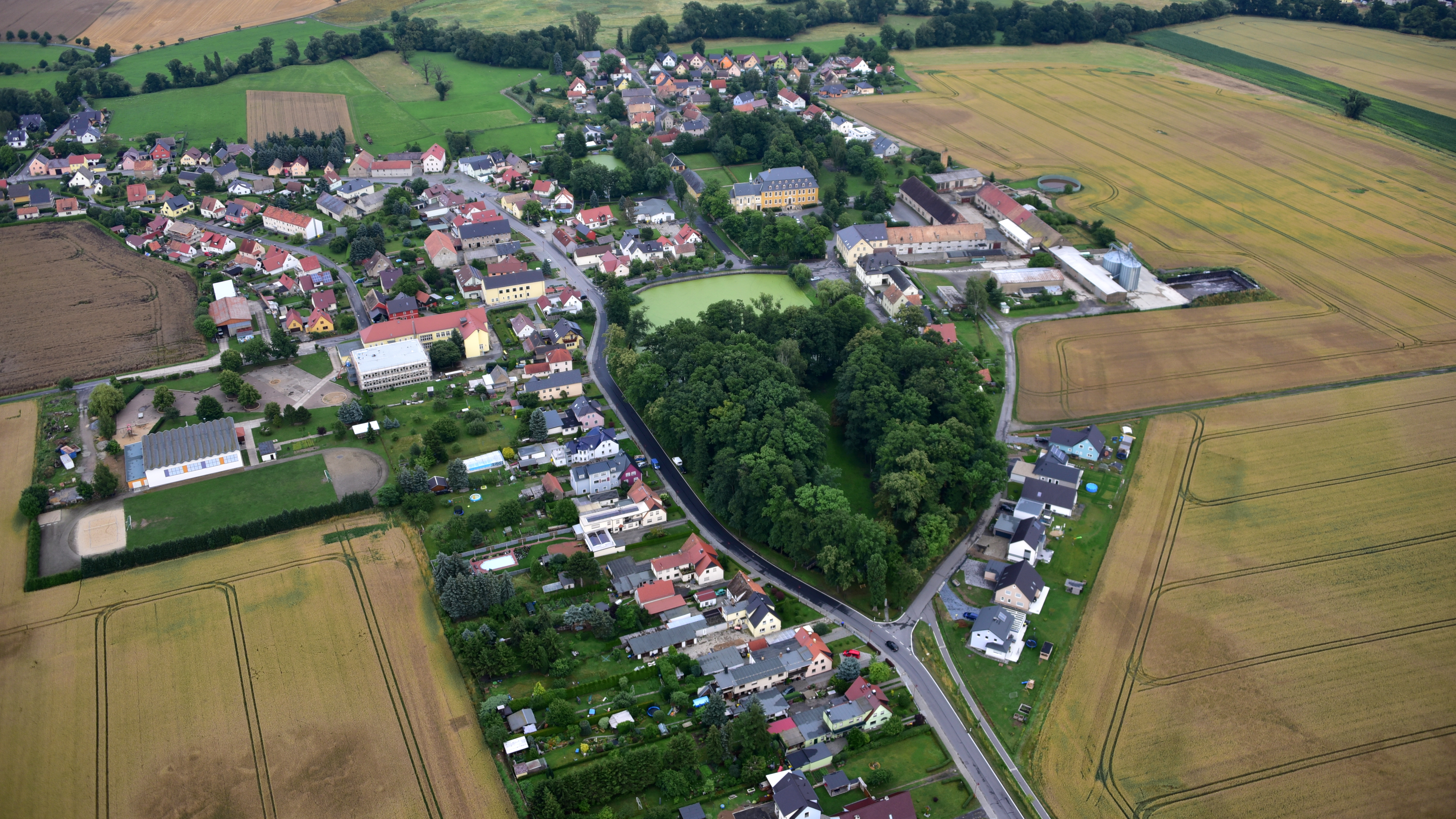
Räckelwitz, Luftaufnahme (2017)

Räckelwitz, obersorbisch Worklecyⓘ, ist eine Gemeinde in der sächsischen Oberlausitz. Sie ist Mitglied im Verwaltungsverband Am Klosterwasser (Zarjadniski zwjazk „Při Klóšterskej wodźe“). Der Ort Räckelwitz selbst hat 527 Einwohner und liegt im sorbischen Kernsiedlungsgebiet. Im Jahre 2001 waren 63,2 % der Einwohner der Gemeinde des Sorbischen mächtig.

## Geographie und Verkehr
Die Gemeinde befindet sich im Zentrum des Landkreises Bautzen, ca. 8 km östlich der Stadt Kamenz und ca. 15 km nordwestlich von Bautzen im Süden des „Niederlandes“ (Delany) der ehemaligen Klosterpflege St. Marienstern. Die A 4 ist über den Anschluss Uhyst (ca. 6 km) zu erreichen. Räckelwitz liegt in der westlichen Oberlausitz am Rande des Westlausitzer Hügel- und Berglandes, im Übergang zwischen der flachen Teichlandschaft im Norden und dem Lausitzer Bergland im Süden. Östlich am Ort Räckelwitz vorbei fließt das Klosterwasser, ein Nebengewässer der Schwarzen Elster.

## Wappen
Beschreibung: Auf dem zweimal geteilten Wappen in Blau, Rot und Weiß mit dem roten Malteserkreuz liegen zwei Schildlein über die erste Teilung. Rechts in Weiß ein roter schräger Sechs-Rautenbalken und links in Gold ein springender schwarzer Hirsch.
Die Verwendung der sorbischen Trikolore zeigt die Verankerung der Gemeinde im sorbisch-katholischen Kernland am Klosterwasser.

## Geschichte
Räckelwitz wurde im Jahr 1280 als Rokolewicz erstmals urkundlich erwähnt. Seit dem Jahr 1304 befand sich hier ein Rittergut. 1719/20 wurde Jacob Eckart von Wobeser auf Räckelwitz zum Landeshauptmann der Oberlausitz ernannt. Seine Tochter Eleonore Charlotte (1737–1772) heiratete Friedrich Albrecht von Götz (1728–1780). Ihr Sohn Ludwig Eckard von Götz (1765–1815) verkaufte das „Erb-, Kunkel- und Spillehngut“ (ein Gut, das an Frauen vererbt werden konnte) Räckelwitz an Philippina Reichsgräfin von Bolza, die Tochter des Geheimrats Joseph von Bolza, die den Grafen zu Stolberg heiratete.
Das heute bestehende Herrenhaus des Schlosses Räckelwitz wurde um 1750 errichtet und gelangte 1784 in den Besitz der Grafen zu Stolberg. In der Mitte des 19. Jahrhunderts wurde es wiederum von einem Angehörigen der Familie Stolberg gekauft. Die letzte Eigentümerin der Familie Stolberg, Gräfin Monika zu Stolberg-Stolberg, ließ zwischen 1883 und 1885 die Schlosskapelle errichten. Sie trat in ein Nonnenkloster in Belgien ein und übertrug das Rittergut dem Malteserorden. Im Zeitraum von 1903 bis 2000 befand sich im Herrenhaus ein Krankenhaus dieses Ordens, in der Zeit von 1965 bis 2000 wurden ca. 26.000 Babys dort geboren. Nach der Restaurierung des Gebäudes befand sich dort seit dem Jahr 2008 ein großer ambulanter Pflegedienst der Malteser und bis 2016 ein Schwesternkonvent der Vorsehungsschwestern mit Kapelle.

## Bevölkerung und Sprache
Laut der Volkszählung von 2011 waren zu diesem Zeitpunkt von 1.118 Einwohnern 921 römisch-katholisch (82,4 %), 75 evangelisch (6,7 %) und 122 gehörten einer anderen oder keiner Religionsgemeinschaft an (10,9 %). 2022 lag der Anteil der katholischen Bevölkerung bei 83 %.
Im Rahmen seiner Statistik über die sorbische Bevölkerung in der Oberlausitz ermittelte Arnošt Muka in den achtziger Jahren des 19. Jahrhunderts für Räckelwitz mit Neudörfel eine Bevölkerungszahl von 539, darunter 522 Sorben (97 %) und 17 Deutsche. Ernst Tschernik zählte 1956 in der Gemeinde einen sorbischsprachigen Bevölkerungsanteil von 86,4 %.

## Ortsgliederung
Die Gemeinde Räckelwitz hat folgende Ortsteile (Einwohnerzahlen Stand 31. Dezember 2023):
- Dreihäuser (Horni Hajnk), 6 Einwohner
- Höflein (Wudwor), 163 Einwohner
- Neudörfel (Nowa Wjeska), 165 Einwohner
- Räckelwitz (Worklecy), 527 Einwohner
- Schmeckwitz (Smječkecy), 267 Einwohner
- Teichhäuser (Haty), 19 Einwohner

## Politik
- FSW: 4
- PfdLR: 1
- CDU: 7

### Gemeinderat
Der Gemeinderat von Räckelwitz besteht momentan aus zwölf Mitgliedern, darunter zwei Frauen. Die Kommunalwahl 2024 ergab folgende Stimm- bzw. Sitzverteilung:
| Parteien und Wählergemeinschaften                 | 2024   | 2024   | 2019   | 2019   | 2014   | 2014   |
| Parteien und Wählergemeinschaften                 | %      | Sitze  | %      | Sitze  | %      | Sitze  |
| ------------------------------------------------- | ------ | ------ | ------ | ------ | ------ | ------ |
| Christlich Demokratische Union Deutschlands (CDU) | 51,2   | 7      | 60,9   | 8      | 70,6   | 9      |
| Freie Sorbische Wählervereinigung (FSW)           | 35,2   | 4      | 31,8   | 4      | 29,4   | 3      |
| Perspektive für den Ländlichen Raum               | 13,6   | 1      | –      | –      | –      | –      |
| PVR                                               | –      | –      | 7,4    | –      | –      | –      |
| gesamt                                            | 100,0  | 12     | 100,0  | 12     | 100,0  | 12     |
| Wahlbeteiligung                                   | 76,1 % | 76,1 % | 69,8 % | 69,8 % | 62,2 % | 62,2 % |

### Bürgermeister
Bürgermeister ist seit dem 1. August 2022 Clemens Poldrack, der als Einzelbewerber angetreten war und bei den Wahlen im Juni 2022 54,3 % der Stimmen erhielt. Er folgte auf Franz Brußk, der bereits seit 1974 zunächst zweiter Bürgermeister war, seit 1986 dann erster Bürgermeister und in den letzten Jahren Sachsens dienstältester Amtsinhaber.
| Wahl | Bürgermeister        | Vorschlag | Wahlergebnis (in %) |
| ---- | -------------------- | --------- | ------------------- |
| 2022 | Clemens Poldrack     | Poldrack  | 54,3                |
| 2015 | Hubertus Franz Brußk | CDU       | 79,8                |
| 2008 | Hubertus Franz Brußk | CDU       | 94,7                |
| 2001 | Hubertus Franz Brußk | CDU       | 98,4                |

## Sehenswürdigkeiten und Kultur

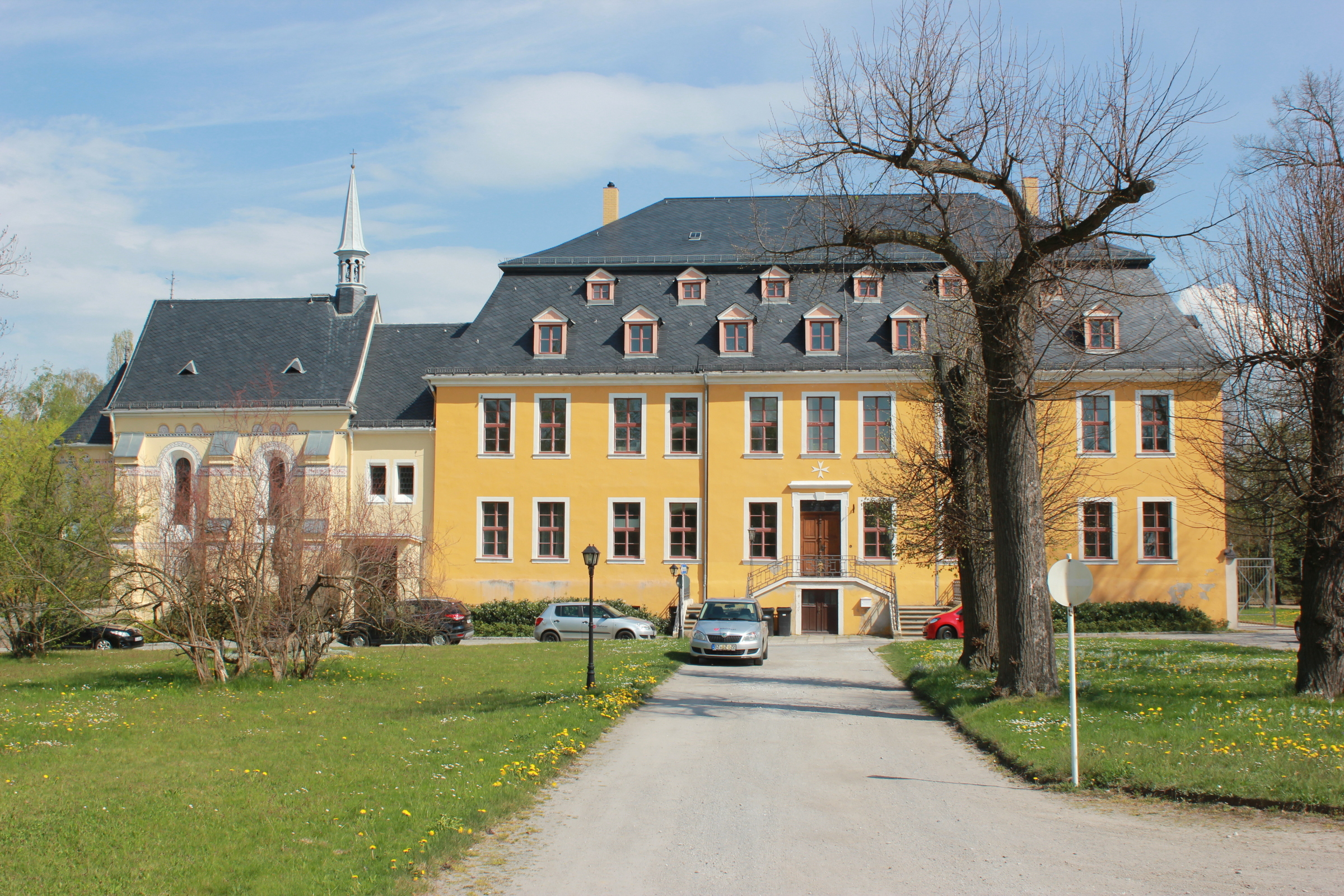
Räckelwitzer Schloss mit der Schlosskapelle (links)

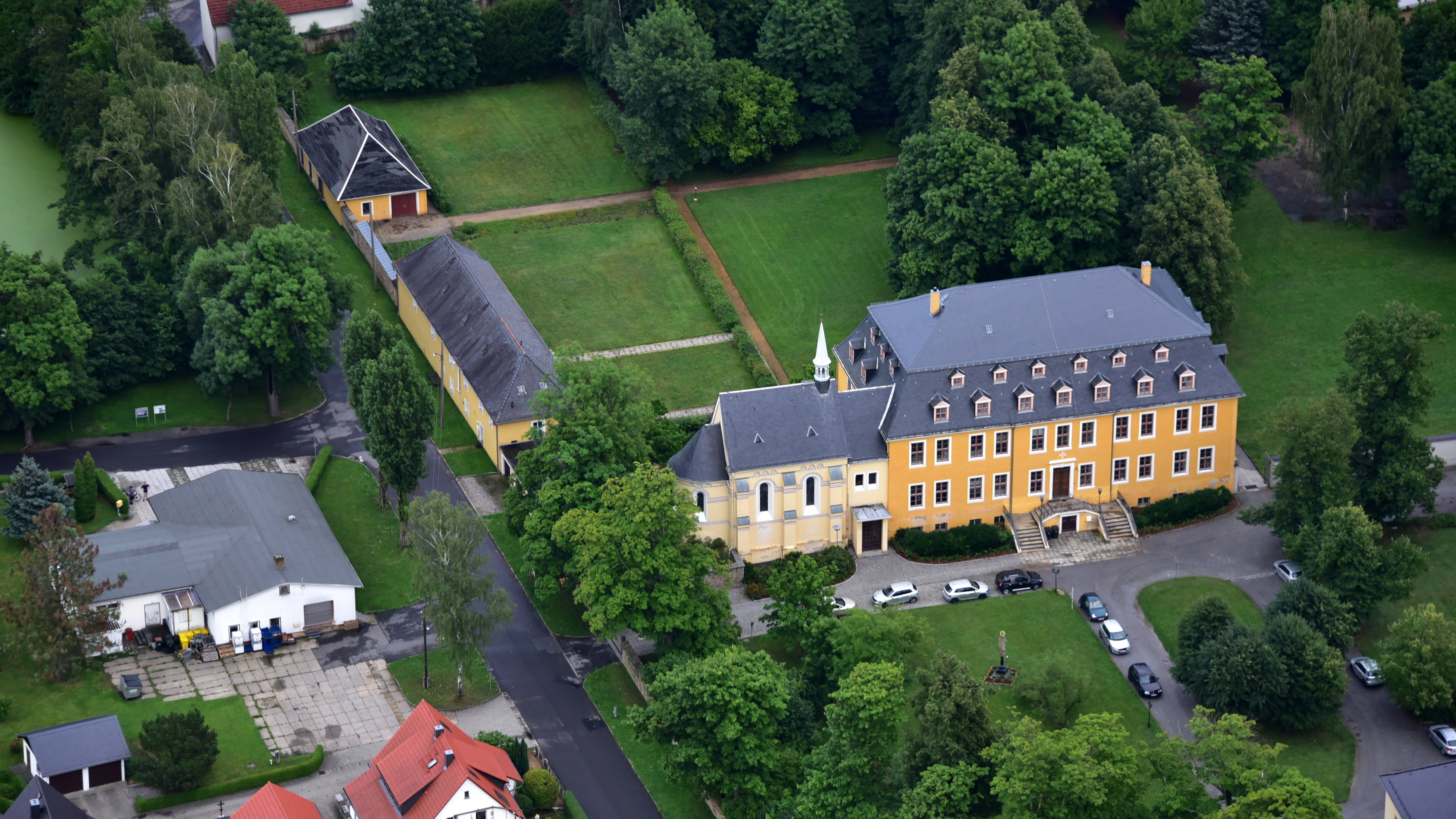
Schloss Räckelwitz, Luftaufnahme (2017)

- Barockes Herrenhaus mit neun Achsen und Freitreppe vorne und hinten. Bemerkenswert ist die Schlosskapelle im Stil der Beuroner Kunstschule. Im Herrenhaus war ein Krankenhaus eingerichtet, dort wurden mehrere 10.000 Menschen geboren. Die Anbauten des 20. Jahrhunderts wurden im Jahr 2009 entfernt. Im Gartenhaus lebten die Schwestern von der Göttlichen Vorsehung, die bis zu ihrem Ruhestand im Krankenhaus gearbeitet haben. Es gibt Wappen und Monogrammsteine der Grafen zu Stolberg-Stolberg.
- Auch das sorbische Osterreiten hat in Räckelwitz Tradition. Am Ostersonntag reitet die Crostwitzer Prozession durch den Ort und umrundet den Hof des Gutes vor der Kapelle, an dieser Prozession beteiligen sich auch die Räckelwitzer Reiter.

Naturschutz
- Siehe auch: Liste der Naturdenkmale in Räckelwitz

## Bildung
Die Gemeinde Räckelwitz verfügt über eine Grundschule und die Oberschule „Michał Hórnik“, eine von vier verbliebenen sorbischen Oberschulen in Sachsen.

## Persönlichkeiten

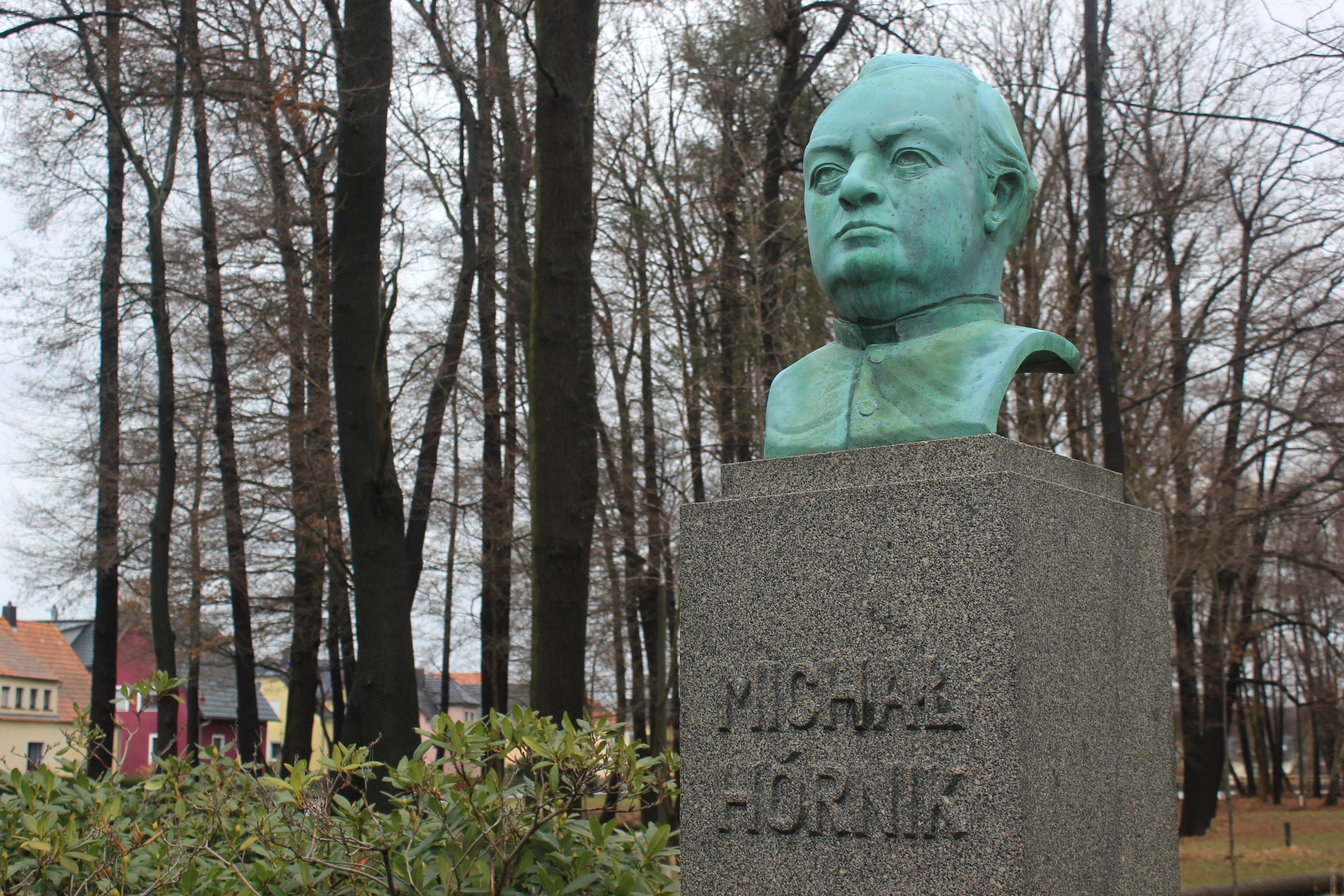
Hórnik-Denkmal in Räckelwitz

Im katholischen Krankenhaus Malteserstift befand sich bis 2000 eine Geburtsklinik. Daher sind hier zahlreiche Persönlichkeiten geboren, die ansonsten keine Beziehung zum Ort haben.
- Michał Hórnik (1833–1894), Geistlicher, einer der bedeutendsten Förderer des sorbischen Schrifttums im 19. Jahrhundert; geboren und aufgewachsen in Räckelwitz
- Michael Kockel (Michał Kokla, 1840–1922), Gutsbesitzer und Abgeordneter des sächsischen Landtags; geboren und aufgewachsen in Räckelwitz
- Jurij Brězan (1916–2006), Schriftsteller; geboren in Räckelwitz, lebte in Dreihäuser
- Jan Brankatschk (Jan Brankačk, 1930–1990), Historiker
- Klaus-Dietmar Henke (* 1947), Historiker
- Ludwig Noack (1947–1996), Politiker (DDR-CDU)
- Benedikt Dyrlich (* 1950), Schriftsteller und Politiker (SPD); geboren und aufgewachsen in Neudörfel
- Angela Hampel (* 1956), Malerin und Grafikerin
- Aloysius Mikwauschk (Alojs Mikławšk, * 1958), Politiker (CDU)
- Jěwa-Marja Čornakec (* 1959), Schriftstellerin
- Stanislaw Tillich (Stanisław Tilich, * 1959 in Neudörfel/Nowa Wjeska), Politiker (CDU), von 2008 bis 2017 Ministerpräsident von Sachsen
- Mario Loch (* 1969), Boxer
- Doreen Nowotne (* 1972), Unternehmensberaterin, Aufsichtsratsvorsitzende
- Ines Biebrach (* 1973), Politikerin (BSW)
- Olaf Pollack (* 1973), Radrennfahrer
- Verena Hartmann (* 1974), Politikerin (AfD)
- Ronny Kockel (* 1975), Fußballtorwart
- Peggy Wagenführ (* 1976), Biathletin
- Maximilian Krah (* 1977), Politiker (AfD)
- Carsten Guhr (* 1979), Kommunalpolitiker
- Hanka Rjelka (Hanka Rjelcyna, * 1983), Schauspielerin
- Tino Semmer (* 1985), Fußballspieler
- Reiko Rölz (* 1987), Schauspieler
- Lukas Rietzschel (* 1994), Schriftsteller